# Siracourt
Siracourt település Franciaországban, Pas-de-Calais megyében. Lakosainak száma 282 fő (2022. január 1.). Siracourt Croix-en-Ternois, Beauvois, Croisette, Œuf-en-Ternois és Ramecourt községekkel határos.

## Népesség
A település népessége az elmúlt években az alábbi módon változott:
| Lakosok száma | 261  | 275  | 269  | 266  | 272  | 278  | 277  | 282  |
|               | 2013 | 2015 | 2017 | 2018 | 2019 | 2020 | 2021 | 2022 |